# Melissa Mills
Melissa Ann Mills, 2003 als Melissa Ann Byram, OAM (* 26. Dezember 1973 in Sydney) ist eine ehemalige australische Wasserballspielerin. Sie war Olympiasiegerin 2000 und Weltmeisterschaftsdritte 1998.

## Sportliche Karriere
Die 1,80 Meter große Angriffsspielerin spielte für die East Coast Warriors.
Melissa Mills/Byram bestritt 121 Länderspiele für die australische Nationalmannschaft.
1998 war sie bei der Weltmeisterschaft in Perth dabei. Die Australierinnen waren Dritte ihrer Vorrundengruppe. Im Viertelfinale bezwangen die Australierinnen die Ungarinnen mit 8:5. Nach einer Halbfinalniederlage gegen die Italienerinnen trafen die Australierinnen im Spiel um den dritten Platz auf die Russinnen und gewannen mit 8:5. Mills warf ihre beiden Turniertore in der Vorrunde. Wasserball für Frauen wurde als Wettbewerb in das Programm der Olympischen Spiele in Sydney 2000 aufgenommen. Die australische Mannschaft gewann die Vorrundengruppe und besiegte im Halbfinale die Russinnen mit 7:6. Mit dem 4:3-Sieg im Finale gegen das Team aus den Vereinigten Staaten waren die Australierinnen die ersten Olympiasiegerinnen im Wasserball. Mills warf vier Turniertore, davon eins im Finale. 2001 bei der Weltmeisterschaft in Fukuoka belegten die Australierinnen den fünften Platz, nachdem sie im Viertelfinale gegen die Italienerinnen verloren hatten. Zwei Jahre später nahm sie als Melissa Byram an der Weltmeisterschaft 2003 in Barcelona teil und belegte sie mit der australischen Mannschaft den siebten Platz.